# Montgomeryshire
Montgomeryshire (wal. Sir Drefaldwyn) – hrabstwo historyczne w środkowej Walii (Wielka Brytania), położone przy granicy z Anglią.
Hrabstwo ustanowione zostało w 1536 roku, na mocy ustawy parlamentu angielskiego, która uczyniła Walię integralną częścią Królestwa Anglii. Wcześniej obszar ten administrowany był jako część tzw. Marchii Walijskich. Stolicą hrabstwa było miasto Montgomery. Hrabstwo istniało do 1974 roku, kiedy zastąpione zostało przez dystrykt o tej samej nazwie, włączony do nowo utworzonego hrabstwa Powys. Dystrykt zlikwidowany został podczas reformy administracyjnej w 1996 roku.
Hrabstwo zajmowało powierzchnię 2064 km² (9,9% powierzchni Walii). W 1801 roku zamieszkane było przez 48 938 osób (8,1% całkowitej ludności Walii), w 1851 roku – 67 176 (5,7%), w 1901 roku – 54 901 (2,7%); w 1951 roku – 45 990 (1,8%). W 2011 roku obszar dawnego hrabstwa zamieszkany był przez 61 956 osób.
Montgomeryshire było hrabstwem śródlądowym, o górzystym krajobrazie. Przez jego większą część przebiegało pasmo Gór Kambryjskich. Rzeźbę terenu urozmaicały doliny rzek: Severn, płynącej przez południową i wschodnią część hrabstwa, jej dopływów (Banwy, Vyrnwy, Clywedog) oraz Dyfi na zachodzie. Na terenie hrabstwa utworzone zostały zbiorniki retencyjne Vyrnwy (1880–1890), wykorzystywany jako źródło wody pitnej dla Liverpoolu, oraz Clywedog (1968), regulujący poziom wody w rzece Severn.
Teren hrabstwa wykorzystywany był rolniczo – w dolinach prowadzona była uprawa roli (głównie zbóż), na terenach górskich – wypas owiec oraz kuców górskich. Prowadzone było tu wydobycie łupków i ołowiu. Rozwinięte było włókiennictwo, w szczególności produkcja flaneli.
Do głównych miejscowości na terenie hrabstwa należały: Carno, Llanfyllin, Llanidloes, Llansantffraid-ym-Mechain, Machynlleth, Montgomery, Newtown oraz Welshpool.
Do lokalnych zabytków należą pozostałości Wału Offy, przebiegającego wzdłuż wschodniej granicy hrabstwa, oraz średniowieczny zamek Powis.